# Écuélin
Écuélin is een gemeente in het Franse Noorderdepartement (regio Hauts-de-France) en telt 108 inwoners (2009). De plaats maakt deel uit van het arrondissement Avesnes-sur-Helpe.

## Geografie
De oppervlakte van Écuélin bedraagt 3,4 km², de bevolkingsdichtheid is dus 31,8 inwoners per km².
De onderstaande kaart toont de ligging van Écuélin met de belangrijkste infrastructuur en aangrenzende gemeenten.

## Demografie
Onderstaande figuur toont het verloop van het inwonertal (bron: INSEE-tellingen).